# Ian Hunter (calciatore)
Ian Hunter (10 agosto 1961) è un ex calciatore australiano, di ruolo attaccante.

## Carriera

### Club
Ha sempre giocato nel campionato australiano.

### Nazionale
Con la maglia della Nazionale ha vinto la Coppa delle nazioni oceaniane 1980, edizione di cui è stato anche il capocannoniere.

## Palmarès

### Nazionale
- Coppa d'Oceania: 1

Nuova Caledonia 1980

### Individuale
- Capocannoniere della Coppa delle nazioni oceaniane: 1

1980